# Trophée Éric Bompard 2010
Trophée Éric Bompard 2010 – szóste, a zarazem ostatnie w kolejności zawody łyżwiarstwa figurowego z cyklu Grand Prix 2010/2011. Zawody odbywały się od 25 do 28 listopada 2010 roku w hali Palais Omnisports de Paris-Bercy w Paryżu.
W konkurencji solistów zwyciężył Japończyk Takahiko Kozuka, a wśród solistek Finka Kiira Korpi. W parach sportowych triumfowali reprezentanci Niemiec Alona Sawczenko i Robin Szolkowy, zaś w parach tanecznych Francuzi Nathalie Péchalat i Fabian Bourzat.

## Wyniki

### Soliści

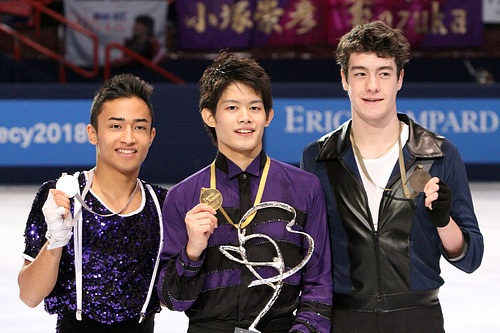
Medaliści wśród solistów, od lewej Amodio (FRA), Kozuka (JPN), Mroz (USA)

| Poz. | Zawodnicy         | Nota łączna | SP | SP    | FS  | FS     |
| ---- | ----------------- | ----------- | -- | ----- | --- | ------ |
| 1    | Takahiko Kozuka   | 248,07      | 1  | 77,64 | 1   | 170,43 |
| 2    | Florent Amodio    | 229,38      | 2  | 75,62 | 2   | 153,76 |
| 3    | Brandon Mroz      | 214,31      | 3  | 72,46 | 3   | 141,85 |
| 4    | Kevin Reynolds    | 200,13      | 7  | 66,13 | 4   | 134,00 |
| 5    | Chafik Besseghier | 185,69      | 4  | 70,33 | 7   | 115,36 |
| 6    | Song Nan          | 181,53      | 8  | 62,88 | 5   | 118,65 |
| 7    | Peter Liebers     | 177,54      | 6  | 66,53 | 8   | 111,01 |
| 8    | Anton Kowałewski  | 173,92      | 9  | 55,79 | 6   | 118,13 |
| 9    | Zoltán Kelemen    | 161,70      | 10 | 53,02 | 9   | 108,68 |
| WD   | Brian Joubert     | DNF         | 5  | 66,95 | DNF | DNF    |

### Solistki

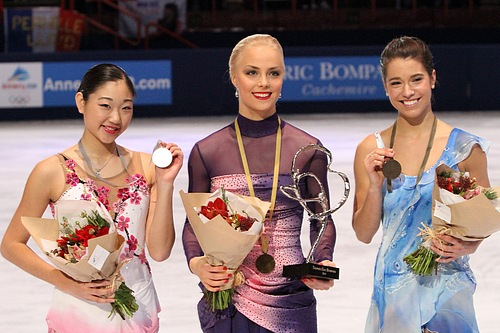
Medalistki wśród solistek, od lewej Nagasu (USA), Korpi (FIN), Czisny (USA)

| Poz. | Zawodniczka        | Nota łączna | SP | SP    | FS | FS     |
| ---- | ------------------ | ----------- | -- | ----- | -- | ------ |
| 1    | Kiira Korpi        | 169,74      | 1  | 61,39 | 2  | 108,35 |
| 2    | Mirai Nagasu       | 167,79      | 2  | 58,72 | 1  | 109,07 |
| 3    | Alissa Czisny      | 159,80      | 4  | 55,50 | 4  | 104,30 |
| 4    | Cynthia Phaneuf    | 155,11      | 6  | 50,51 | 3  | 104,60 |
| 5    | Mao Asada          | 148,02      | 7  | 50,10 | 5  | 97,92  |
| 6    | Haruka Imai        | 145,47      | 3  | 58,38 | 9  | 87,09  |
| 7    | Sonia Lafuente     | 143,60      | 8  | 46,81 | 6  | 96,79  |
| 8    | Fumie Suguri       | 138,18      | 5  | 50,76 | 8  | 87,42  |
| 9    | Maé Bérénice Méité | 137,08      | 11 | 41,69 | 7  | 95,39  |
| 10   | Sarah Hecken       | 130,17      | 9  | 46,73 | 10 | 83,44  |
| 11   | Candice Didier     | 120,80      | 10 | 46,06 | 12 | 74,74  |
| 12   | Léna Marrocco      | 113,31      | 12 | 38,39 | 11 | 74,92  |

### Pary sportowe

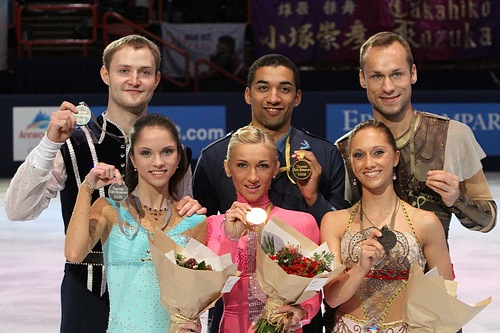
Medaliści w parach sportowych, od lewej Bazarowa / Łarionow (RUS), Sawczenko / Szolkowy (GER), Hausch / Wende (GER)

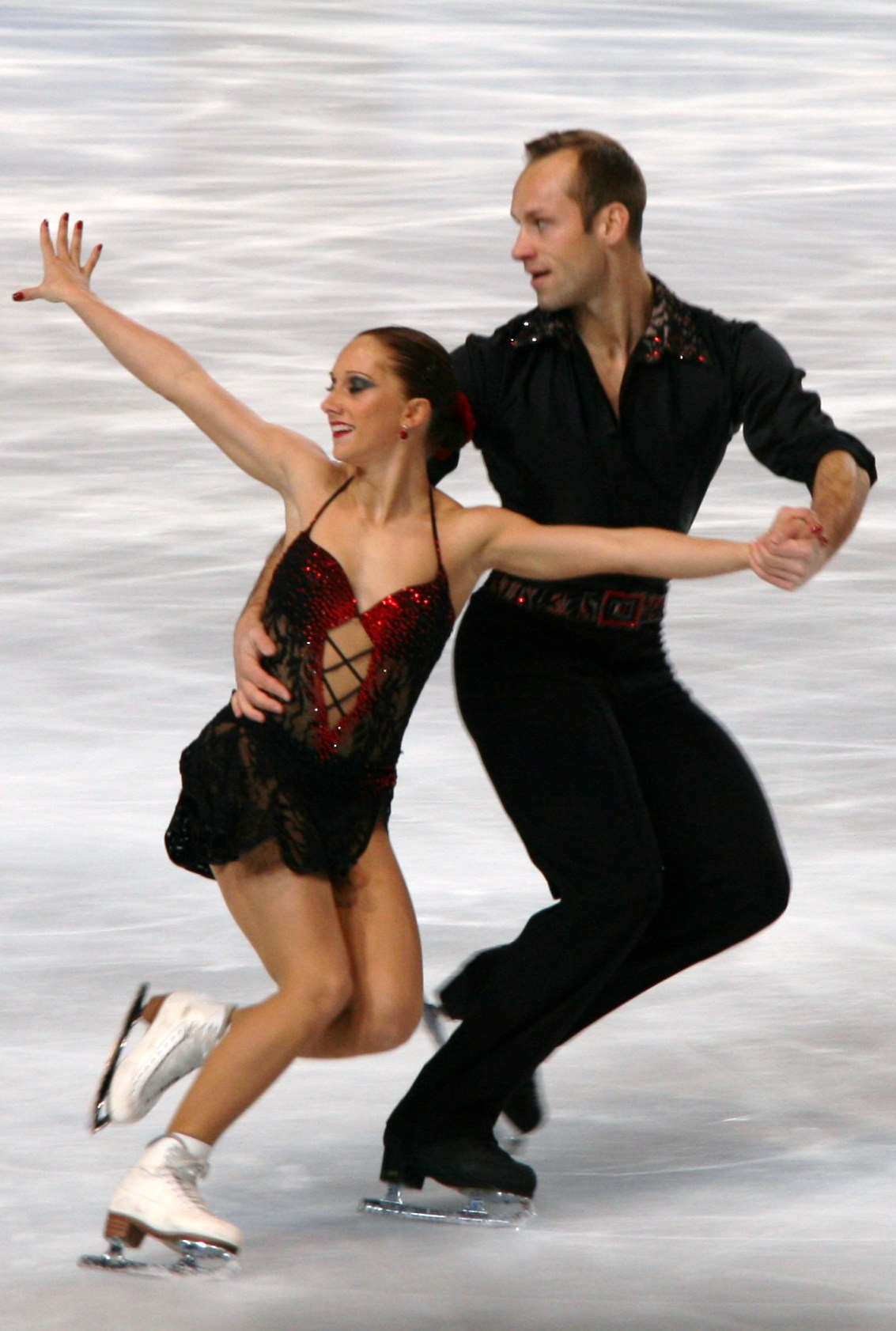
Para sportowa Hausch / Wende (GER) w programie krótkim

| Poz. | Zawodnicy                        | Nota łączna | SP | SP    | FS | FS     |
| ---- | -------------------------------- | ----------- | -- | ----- | -- | ------ |
| 1    | Alona Sawczenko / Robin Szolkowy | 197,88      | 1  | 66,65 | 1  | 131,23 |
| 2    | Wiera Bazarowa / Jurij Łarionow  | 183,00      | 2  | 64,18 | 2  | 118,82 |
| 3    | Maylin Hausch / Daniel Wende     | 157,42      | 3  | 54,02 | 3  | 103,40 |
| 4    | Mylène Brodeur / John Mattatall  | 145,31      | 4  | 45,47 | 4  | 99,84  |
| 5    | Felicia Zhang / Taylor Toth      | 127,48      | 5  | 40,93 | 5  | 86,55  |
| 6    | Klára Kadlecová / Petr Bidař     | 112,08      | 7  | 39,32 | 6  | 72,76  |
| 7    | Anna Chnyczenkowa / Mark Magyar  | 110,13      | 6  | 39,46 | 7  | 70,67  |

### Pary taneczne

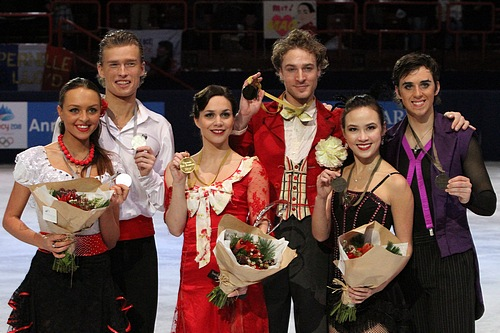
Medaliści w parach tanecznych, od lewej Riazanowa / Tkaczenko (RUS), Péchalat / Bourzat (FRA), Chock / Zuerlein (USA)

| Poz. | Zawodnicy                              | Nota łączna | SD | SD    | FD | FD    |
| ---- | -------------------------------------- | ----------- | -- | ----- | -- | ----- |
| 1    | Nathalie Péchalat / Fabian Bourzat     | 161,82      | 1  | 65,48 | 1  | 96,34 |
| 2    | Jekatierina Riazanowa / Ilja Tkaczenko | 146,79      | 2  | 60,81 | 2  | 85,98 |
| 3    | Madison Chock / Greg Zuerlein          | 138,48      | 3  | 58,09 | 3  | 80,39 |
| 4    | Pernelle Carron / Lloyd Jones          | 126,94      | 4  | 53,36 | 4  | 73,58 |
| 5    | Huang Xintong / Zheng Xun              | 123,10      | 7  | 49,55 | 5  | 73,55 |
| 6    | Kharis Ralph / Asher Hill              | 121,39      | 6  | 50,50 | 6  | 70,89 |
| 7    | Isabella Cannuscio / Ian Lorello       | 116,60      | 5  | 52,19 | 7  | 64,41 |
| 8    | Dora Turoczi / Balazs Major            | 104,03      | 8  | 41,27 | 8  | 62,76 |